# NGC 2305
NGC 2305 é uma galáxia elíptica (E2/P) localizada na direcção da constelação de Volans. Possui uma declinação de -64° 16' 22" e uma ascensão recta de 6 horas, 48 minutos e 37,3 segundos.
A galáxia NGC 2305 foi descoberta em 30 de Novembro de 1834 por John Herschel.